# Vincent Lafko
Vincent Lafko, född den 7 juni 1945 i Hranovnica, Tjeckoslovakien, död 15 december 2012 i Prešov, Slovakien var en tjeckoslovakisk handbollsspelare.
Han tog OS-silver i herrarnas turnering i samband med de olympiska handbollstävlingarna 1972 i München.